# توم يم
توم يم هو نوع من الحساء التايلاندي يكون حار وحامض، ويتكون عادة من الجمبري. بالإضافة إلى الإذخر، أوراق الليمون القنفذي، خولنجان كبير، عصير الليمون، فلفل أسود  صلصة السمك وفلفل أحمر حار مسحوق.